# بالدخنیا
بالدخنیا (به اسپانیایی: Valdegeña) یک دهستان در اسپانیا است که در سریا واقع شده‌است.

## خصوصیات
بالدخنیا ۱۳ کیلومترمربع مساحت و ۵۴ نفر جمعیت دارد.